# Glycinde anuwati
Glycinde anuwati är en ringmaskart som beskrevs av Böggemann och Eibye-Jacobsen 2002. Glycinde anuwati ingår i släktet Glycinde och familjen Goniadidae. Inga underarter finns listade i Catalogue of Life.